# Surrey (Canadá)
Surrey es una ciudad canadiense de la provincia de Columbia Británica. Forma parte del Distrito Regional del Gran Vancouver y es parte del área metropolitana de Vancouver.

## Demografía
En 2011 tenía una población de 468 251 habitantes de acuerdo al censo de ese mismo año. Su extensión es de 317,4 km². 
Es la segunda ciudad más populosa de la Columbia Británica, después de Vancouver.

## Clima
| Parámetros climáticos promedio de Surrey (1981−2010) | Parámetros climáticos promedio de Surrey (1981−2010) | Parámetros climáticos promedio de Surrey (1981−2010) | Parámetros climáticos promedio de Surrey (1981−2010) | Parámetros climáticos promedio de Surrey (1981−2010) | Parámetros climáticos promedio de Surrey (1981−2010) | Parámetros climáticos promedio de Surrey (1981−2010) | Parámetros climáticos promedio de Surrey (1981−2010) | Parámetros climáticos promedio de Surrey (1981−2010) | Parámetros climáticos promedio de Surrey (1981−2010) | Parámetros climáticos promedio de Surrey (1981−2010) | Parámetros climáticos promedio de Surrey (1981−2010) | Parámetros climáticos promedio de Surrey (1981−2010) | Parámetros climáticos promedio de Surrey (1981−2010) |
| Mes                                                  | Ene.                                                 | Feb.                                                 | Mar.                                                 | Abr.                                                 | May.                                                 | Jun.                                                 | Jul.                                                 | Ago.                                                 | Sep.                                                 | Oct.                                                 | Nov.                                                 | Dic.                                                 | Anual                                                |
| ---------------------------------------------------- | ---------------------------------------------------- | ---------------------------------------------------- | ---------------------------------------------------- | ---------------------------------------------------- | ---------------------------------------------------- | ---------------------------------------------------- | ---------------------------------------------------- | ---------------------------------------------------- | ---------------------------------------------------- | ---------------------------------------------------- | ---------------------------------------------------- | ---------------------------------------------------- | ---------------------------------------------------- |
| Temp. máx. abs. (°C)                                 | 15.5                                                 | 19.4                                                 | 25.0                                                 | 29.0                                                 | 34.5                                                 | 33.3                                                 | 35.0                                                 | 34.5                                                 | 34.5                                                 | 29.0                                                 | 21.0                                                 | 16.7                                                 | 35.0                                                 |
| Temp. máx. media (°C)                                | 6.7                                                  | 8.7                                                  | 11.7                                                 | 14.6                                                 | 17.9                                                 | 20.4                                                 | 23.1                                                 | 23.6                                                 | 20.9                                                 | 14.5                                                 | 8.7                                                  | 6.1                                                  | 14.7                                                 |
| Temp. media (°C)                                     | 3.8                                                  | 5.1                                                  | 7.5                                                  | 10.0                                                 | 13.0                                                 | 15.6                                                 | 17.9                                                 | 18.2                                                 | 15.5                                                 | 10.4                                                 | 5.9                                                  | 3.4                                                  | 10.5                                                 |
| Temp. mín. media (°C)                                | 0.9                                                  | 1.4                                                  | 3.3                                                  | 5.3                                                  | 8.0                                                  | 10.8                                                 | 12.5                                                 | 12.7                                                 | 10.0                                                 | 6.3                                                  | 3.1                                                  | 0.6                                                  | 6.2                                                  |
| Temp. mín. abs. (°C)                                 | -17.2                                                | -13.5                                                | -8.3                                                 | -2.8                                                 | -1.1                                                 | 2.2                                                  | 2.8                                                  | -1.1                                                 | -2.2                                                 | -6.5                                                 | -15.0                                                | -18.9                                                | -18.9                                                |
| Precipitación total (mm)                             | 186.4                                                | 124.8                                                | 121.8                                                | 109.8                                                | 87.9                                                 | 72.1                                                 | 49.0                                                 | 42.0                                                 | 59.7                                                 | 138.5                                                | 225.0                                                | 182.1                                                | 1399.1                                               |
| Lluvias (mm)                                         | 172.0                                                | 117.4                                                | 120.0                                                | 109.5                                                | 87.9                                                 | 72.1                                                 | 49.0                                                 | 42.0                                                 | 59.7                                                 | 138.1                                                | 223.4                                                | 169.9                                                | 1360.8                                               |
| Nevadas (cm)                                         | 14.5                                                 | 7.4                                                  | 1.8                                                  | 0.3                                                  | 0.0                                                  | 0.0                                                  | 0.0                                                  | 0.0                                                  | 0.0                                                  | 0.4                                                  | 1.6                                                  | 12.2                                                 | 38.2                                                 |
| Días de precipitaciones (≥ 0.2 mm)                   | 19.3                                                 | 16.0                                                 | 17.8                                                 | 16.2                                                 | 14.3                                                 | 12.7                                                 | 8.4                                                  | 7.4                                                  | 8.3                                                  | 16.3                                                 | 22.2                                                 | 19.4                                                 | 178.0                                                |
| Días de lluvias (≥ 0.2 mm)                           | 18.4                                                 | 15.1                                                 | 17.8                                                 | 16.2                                                 | 14.3                                                 | 12.7                                                 | 8.4                                                  | 7.4                                                  | 8.3                                                  | 16.2                                                 | 22.1                                                 | 18.1                                                 | 174.7                                                |
| Días de nevadas (≥ 0.2 cm)                           | 2.2                                                  | 1.6                                                  | 0.55                                                 | 0.10                                                 | 0.0                                                  | 0.0                                                  | 0.0                                                  | 0.0                                                  | 0.0                                                  | 0.11                                                 | 0.56                                                 | 2.4                                                  | 7.4                                                  |
| Fuente: Environment Canada                           |                                                      |                                                      |                                                      |                                                      |                                                      |                                                      |                                                      |                                                      |                                                      |                                                      |                                                      |                                                      |                                                      |

## Lugares de interés
- El Arco de la Paz, ubicado en la frontera entre Estados Unidos y Canadá, rinde honores a la amistad entre los dos países.